# Storia d'Italia (Montanelli)
Storia d'Italia è un'opera monumentale del giornalista e divulgatore storico Indro Montanelli, coadiuvato prima da Roberto Gervaso e poi da Mario Cervi. Essa è composta da 22 volumi, ognuno dedicato a un'epoca della storia d'Italia dalla caduta dell'Impero romano d'Occidente al 1997. L'opera è diventata nel tempo un long seller e la più popolare serie storica incentrata sulla storia italiana. Interrogato sull'accoglienza entusiastica dei suoi libri, Montanelli spiegava di aver scoperto un pubblico appassionato di Storia, ma fino ad allora respinto dai testi – pur eccellenti – di studiosi specialisti, incapaci però di avvicinare il lettore comune.
La collaborazione con Gervaso e Cervi prevedeva la prevalenza del «marchio» Montanelli. Già con Gervaso, il giornalista toscano raccontava che era il coautore a fare le ricerche, leggere i libri necessari, preparando il bozzone. Partendo da questi elementi, Montanelli operava una riscrittura definitiva. Riguardo alla stesura dei volumi, Mario Cervi, il secondo collaboratore dell'opera, rivendicò in un'intervista il proprio contributo, generalmente sottovalutato da recensori e critici, soffrendo la situazione: «...L'Italia littoria. Da qui prese il via la nostra collaborazione. In verità la gran parte dei volumi successivi, come Indro ha sempre riconosciuto, li ho scritti io, con la sua piena approvazione. Poi lui faceva le prefazioni e le postfazioni, che erano molto importanti. Naturalmente, se dovevo inserire il ritratto di un personaggio di cui Montanelli aveva già scritto, attingevo dai suoi articoli».
La collana ebbe inizio casualmente, su idea e suggerimento di Dino Buzzati, allora redattore de La Domenica del Corriere.

## I due prologhi dell'opera:Storia di RomaeStoria dei Greci
(Indro Montanelli.)
La Storia di Roma non fa parte dell'opera Storia d'Italia, ma ne è il primo prologo ed è importante perché il suo successo spinse Montanelli a continuare. Venne pubblicata dapprima a puntate su La Domenica del Corriere nel 1954, dietro suggerimento e incoraggiamento dell'amico e collega Dino Buzzati. Montanelli si rivolse inizialmente ad Arnoldo Mondadori per la pubblicazione in volume, che fu rifiutata, incontrando anche il parere contrario di tre lettori interni alla casa editrice. Così fu pubblicata dalla casa editrice Longanesi. L'autore adottò come punti di riferimento fondamentali le opere di Theodor Mommsen e Jérôme Carcopino. Montanelli ricevette, nel corso della pubblicazione a puntate del libro sul quotidiano, anche molte lamentele:
(Indro Montanelli.)
Montanelli aveva infatti attualizzato la storia romana paragonando Sant'Ambrogio a Henry Ford o a John Davison Rockefeller e affermando che la monarchia di Servio Tullio:
(Indro Montanelli.)
L'opera uscì in volume nel 1957 presso la casa editrice Longanesi e Montanelli alla sua uscita si augurò:
(Indro Montanelli.)
Il libro riscosse tale successo che Montanelli pubblicò nel 1959, stavolta presso l'Editore Rizzoli, una Storia dei Greci, riepilogando con gusto giornalistico le antiche vicende dell'Ellade. Sull'onda del lusinghiero risultato, egli decise di dedicarsi a raccontare le vicende italiane dal 476 d.C., data canonica della caduta dell'Impero Romano d'Occidente, fino a Mussolini.
La Rizzoli Editore divenne così l'editore di tutti i volumi montanelliani, mai andati in quasi 70 anni fuori catalogo o fuori commercio.

## L'opera: un'impresa quarantennale
Indro Montanelli intese la sua Storia d'Italia come la naturale prosecuzione della Storia dei Greci e della Storia di Roma. Dopo la pubblicazione delle biografie di Giuseppe Garibaldi (firmata assieme a Marco Nozza nel 1962) e di Dante Alighieri (1964), Montanelli – data l'ampiezza e la mole del lavoro assegnatosi – iniziò una collaborazione col giovane Roberto Gervaso, ventisettenne fresco di studi. Assieme pubblicarono sei volumi: L'Italia dei secoli bui apparve nel 1965, cui seguirono L'Italia dei Comuni, L'Italia dei secoli d'oro, L'Italia della Controriforma, L'Italia del Seicento e L'Italia del Settecento. Storia di uomini più che di ideologie o fatti economico-sociali, nei volumi svettano i ritratti dei personaggi, i frequenti ricorsi all'aneddotica, ma anche l'interpretazione attualizzante dei fatti del passato. La convinzione tutta montanelliana, ribadita e rocciosa, è che nella storiografia accademica italiana siano mancati gli anelli di congiunzione tra l'Accademia e il pubblico, ignaro delle vicende italiane remote e recenti. Tra le eccezioni, individua pochi storici: Guglielmo Ferrero, Gioacchino Volpe, Roberto Ridolfi, Rosario Romeo. Di qui nasce il suo amore per la storiografia anglosassone e francese, e il rapporto di ostilità e l'ostracismo vissuto con gli ambienti accademici italiani.
I cinque volumi successivi – L'Italia giacobina e carbonara, L'Italia del Risorgimento, L'Italia dei Notabili, L'Italia di Giolitti e L'Italia in camicia nera – sono opera del solo Montanelli.
Dopo la fondazione nel 1974 de il Giornale nuovo, la cui direzione assorbe quotidianamente l'impegno di Montanelli, egli accetta la proposta di Mario Cervi (collega giornalista che l'ha seguito lasciando anch'egli il Corriere della Sera) di continuare assieme la pubblicazione dei volumi riguardanti l'Italia del XX secolo. Inaugurò così una nuova lunga collaborazione: il primo volume con Cervi è L'Italia littoria, seguono L'Italia dell'Asse, L'Italia della disfatta, L'Italia della guerra civile, L'Italia della Repubblica, L'Italia del miracolo, L'Italia dei due Giovanni, L'Italia degli anni di piombo, L'Italia degli anni di fango, L'Italia di Berlusconi e L'Italia dell'Ulivo, ultimo capitolo dell'opera. L'attualità raccontata dai due giornalisti di lunga esperienza in presa diretta sul giornale fu così travasata nel saggio storico. Come raccontato da Cervi, dopo la morte del coautore, l'anziano Montanelli firmava la prefazione dei volumi, mentre egli – dopo aver steso di comune accordo la traccia dell'opera – redigeva la gran parte dei testi adeguandosi alla linea montanelliana, al suo impianto culturale inconfondibile: Montanelli poi correggeva i testi, composti da Cervi attingendo a piene mani alla sterminata produzione giornalistica del collega per trattare il periodo divulgato nel volume.
Gli ultimi due volumi, L'Italia del Novecento e L'Italia del Millennio, sono due compendi dell'opera. Un Sommario, prima agile sintesi sugli esordi dell'Italia unita, uscì nel 1986, firmato da Montanelli e dal giornalista Paolo Granzotto.
La monumentale impresa ha avuto enorme diffusione vendendo oltre 20 milioni di copie: dalle prime edizioni rilegate in cofanetto dall'Rizzoli Editore si passò alle ristampe più economiche nei tascabili della Biblioteca Universale Rizzoli; poi si succedono le pubblicazioni parcellizzate in decine di volumetti per le edicole, pubblicate da Fabbri Editore; le edizioni nei club di vendite per corrispondenza di libri tra gli anni settanta e duemila: Club Italiano dei Lettori, Club degli Editori, Euroclub; esce in fascicoli allegati al Giornale durante la direzione di Montanelli. Da un calcolo di Emanuela Scarpellini, al 31 dicembre 2004 furono vendute 7 milioni di copie in libreria e 6 milioni nelle edicole (edizioni a fascicoli Fabbri). Dopo la morte di Montanelli, il Corriere della Sera ha pubblicato i volumi della Storia d'Italia ben tre volte: nel 2003 (raggiunse le 4,5 milioni di copie acquistate), nel 2011 e nel 2018.
A partire dall'edizione BUR pubblicata tra settembre 2010 e novembre 2012, i 22 volumi della Storia d'Italia montanelliana appaiono con la curatela di Sergio Romano, che appone delle premesse introduttive: vengono inseriti anche inserti iconografici a colori, appendici biografiche, cronologiche, bibliografiche aggiornate.
Dall'agosto 2022 fino all'inizio del 2023 è il settimanale TV Sorrisi e Canzoni a riproporre in 24 volumi la Storia d'Italia di Montanelli.

### L'Italia dei secoli bui. Il Medio Evo sino al Mille
Tratta la Storia d'Italia nell'Alto Medioevo. Montanelli utilizzò come fonti la gigantesca opera dello storico bavarese Ferdinand Gregorovius, che egli ammirava profondamente, mentre per la storia dei Papi si ispirò a quella scritta da Ludwig von Pastor. Viene citato Mommsen come fonte di riferimento per la tarda età imperiale, e vengono còlti numerosi parallelismi tra gli eventi passati e quelli novecenteschi, caratteristica tipica delle presentazioni montanelliane. Un esempio fra tutti, la Grande Muraglia viene definita una delle altre Maginot di tutti i tempi. Al principio, parla del declino e della caduta dell'Impero romano d'Occidente, già trattato nella sua Storia di Roma, per cominciare a narrare la prima età medievale.

### L'Italia dei Comuni. Il Medio Evo dal 1000 al 1250
L'età comunale, fondamentale passaggio storico con l'affermazione dell'autonomia locale nell'ambito dell'Impero. L'autore si ispirò all'opera dello storico britannico Anderson.

### L'Italia dei secoli d'oro. Il Medio Evo dal 1250 al 1492
Ha come argomento l'evoluzione dal tardo Medioevo al Rinascimento in Italia. Gli autori seguono le vicende della penisola dal declino dell'utopia imperiale fino alla scoperta dell'America.
I grandi personaggi che caratterizzano i "secoli d'oro", da Dante a Cristoforo Colombo, sono presentati utilizzando la magistrale tecnica del chiaroscuro, sottolineandone difetti umani spesso trascurati nei manuali scolastici.

A Dante si rimprovera l'anacronismo della visione politica, spiegando che la sua fede nella restaurazione imperiale era ormai fuori tempo in un'epoca che si avviava a vedere il primato delle monarchie nazionali (e in Italia delle signorie regionali). Di Petrarca è messo in risalto, e quasi ammirato, il disincanto mondano che lo mette al riparo dalle traversie politiche. Al contrario Boccaccio appare incapace di monetizzare i numerosi incarichi diplomatici per vivere con più agio una vecchiaia tranquilla. Sempre la vita di Boccaccio viene presentata in una chiave particolare: l'autore del Decameron, dicono gli autori, si era pentito della dissoluta giovinezza napoletana, e negli ultimi anni si era convertito a una routine più severa e frugale.
Morì, a sessantun anno, poco prima del Natale del '75, pieno di rimorsi, e con la convinzione di aver sbagliato la prima metà della sua vita, mentre invece aveva sbagliato la seconda.
Impietoso è il giudizio sulla Chiesa Cattolica, le cui vicende di corruzione e decadenza sono spesso affrontate in chiave comica: lo testimonia ad esempio il passo, magistrale per ritmo narrativo, dedicato al rudimentale "telefono" con cui il futuro Bonifacio VIII fa credere al papa in carica, Celestino V, che un angelo mandato da Dio gli ordini di rinunciare al soglio.
Da notare infine la stroncatura riservata a gran parte della letteratura dell'epoca: sono ovviamente salvati i tre massimi capolavori del periodo (Divina Commedia, Canzoniere e Decameron), ma gli autori non mancano di sottolineare come ciascuno dei tre grandi autori trecenteschi si ritenesse destinato alla gloria postuma sulla scorta di opere tutto sommato minori.

### L'Italia della Controriforma (1492-1600)
Il volume – a detta di alcuni il migliore della serie ma da altri criticato– si fonda sul rammarico che dopo quasi tre secoli «da protagonista, l'Italia viene degradata a oggetto delle vicende europee». Montanelli individua nella mancata Riforma protestante l'origine di tutti quei vizi e tratti autoritari che spiegano secoli di arretratezza civile ed economica. Così spiegava la sua tesi storiografica: «Ho accettato la tesi di due grandi maestri, Max Weber e Werner Sombart. Per loro la storia moderna comincia con la Riforma. Io percorro questa intuizione in senso inverso: non avendo noi italiani avuto la Riforma, abbiamo perso il treno della civiltà moderna». Un giudizio evidente nella seguente descrizione:
Gli autori videro nel trionfo autoritario della Controriforma lo spartiacque che segnò la perdita dell'autonomia nazionale, avvenuta all'acme dell'Umanesimo e del Rinascimento artistico e letterario italiano, e il rapido declino economico degli Stati della Penisola. Così Filippo II di Spagna, Re della Controriforma, soprattutto nella sua guerra agli olandesi riformati delle Fiandre «non capiva, non poteva capire che la sua lotta contro l'eresia era stata la lotta contro il mondo moderno, che proprio da quell'eresia prendeva l'avvio. Tutti i suoi sforzi e quelli della Chiesa erano riusciti soltanto a sottrarre a questa rivoluzione il loro feudo: la Spagna, l'Italia e il continente latino-americano. Con quali conseguenze per questi Paesi lo vediamo ancor oggi».
Da Girolamo Savonarola all'ascesa dei Borgia, il dramma della coscienza cristiana per lo scisma protestante, teologi ed eretici, dalle ricadute storiche della Riforma luterana alla reazione cattolica del Concilio di Trento, il boom artistico del Rinascimento e dei suoi protagonisti: Michelangelo Buonarroti, Raffaello Sanzio, Leonardo da Vinci, Niccolò Machiavelli, Francesco Guicciardini, Torquato Tasso, Ludovico Ariosto, Pietro Aretino, Benvenuto Cellini.
Montanelli chiude simbolicamente l'opera evocando l'immagine del rogo di Giordano Bruno perché esso «illumina di una luce più pertinente lo squallido paesaggio italiano dell'Italia della Controriforma: un prete e un gendarme intenti ad arrostire un ribelle privo anche del conforto di una causa a cui intestare il proprio sacrificio».

### L'Italia del Seicento (1600-1700)
Storia di un secolo segnato dai progressi scientifici, l'ascesa e il declino delle potenze locali.
In questo volume viene dato molto spazio a fatti e scenari esteri: le conquiste spagnole nel Sud America che portano maree di oro in Europa e che possono essere viste come premesse della crisi economica, la guerra dei trent'anni, figlia della crisi stessa, le vicende dinastiche del casato degli Asburgo e l'ascesa della Francia. L'Italia viene rappresentata come colonia delle grande potenze protagoniste di questo secolo: è ben lontana dal capitalismo calvinista nascente nelle regioni dell'Europa settentrionale, immobilizzata nel latifondo e nelle cariche nobiliari.

### L'Italia del Settecento (1700-1789)
Sullo sfondo delle guerre di successione europee, un excursus dal barocco ai lumi, alla rivoluzione francese.

### L'Italia giacobina e carbonara (1789-1831)
Dalla Rivoluzione francese al turbine napoleonico che rovesciò lo status quo in Italia e in Europa; segue la plumbea Età della Restaurazione imposta dall'Austria sull'Italia pre-unitaria. Il libro racconta poi la fase dei primi fermenti risorgimentali manifestatisi coi moti carbonari, presto repressi.

### L'Italia del Risorgimento (1831-1861)
Dalla conclusione dei moti carbonari all'Unità d'Italia.

### L'Italia dei Notabili (1861-1900)
Storia del Paese dall'Unità all'assassinio di Re Umberto, il 29 luglio 1900. Questi 39 anni vedono periodi difficili, segnati dalle delusioni di un Paese che risulta unito solo sulla carta, ma che di fatto vede contrapporsi un Nord ricco e indipendente a un Sud ridotto a un costante sottosviluppo. L'Esercito italiano viene sconfitto a Custoza e la Marina a Lissa. Per cercare di realizzarsi, la classe dirigente persegue il sogno di costruire un impero in Africa, al pari delle altre potenze europee, che si rivelerà esorbitante per le casse pubbliche del giovane Stato, e foriero di sconfitte.
All'interno, si assiste alla ottusa politica reazionaria, inaugurata da Crispi e da altri governi autoritari. La repressione in Sicilia, l'azione spietata di Bava Beccaris, che nel 1898 spara sulla folla che a Milano protesta per il rincaro del pane, provoca decine di morti. Per vendicarle, l'anarchico Bresci uccide a Monza il sovrano Savoia, già scampato in precedenza ad altri due attentati mortali.

### L'Italia di Giolitti (1900-1920)
Ricostruisce il periodo dall'inizio del nuovo secolo sino alla fine della prima guerra mondiale, dominato in campo politico, ma anche in quello del costume, dalla figura di Giovanni Giolitti. I primi due decenni del Novecento italiano vanno dal regicidio di Monza di Umberto I al «Natale di sangue» di Fiume.
Con le sue riforme, dà il via alla nascita della grande industria in Italia, che permette all'Esercito di conquistare la Libia, allora parte dell'Impero Ottomano.
Grande spazio è dedicato alla Grande Guerra, alle conseguenze economiche e sociali dell'immenso conflitto. Giolitti cercò, senza successo, di tenere il Paese fuori dal conflitto. Secondo Montanelli, «Al di là della vicenda dello Stato Maggiore mi ha interessato quella del fante, perché la trasformazione della società italiana avvenne in trincea.»

### L'Italia in camicia nera (1919-3 gennaio 1925)
Montanelli narra la storia della conquista del potere di Benito Mussolini: dalla fondazione dei Fasci italiani di combattimento nel marzo 1919, dai disordini del biennio rosso alla marcia su Roma, dalla sua nomina a Presidente del Consiglio in un Governo di coalizione all'instaurazione della dittatura fascista con il discorso del 3 gennaio 1925 col quale, dopo le convulsioni provocate dal caso Matteotti, il deputato socialista assassinato, egli liquidò il vecchio regime liberale. Gli eventi che portarono l'Italia ad una svolta politica drammatica.

### L'Italia littoria (1925-1936)
Storia del Paese durante il consolidamento della dittatura e l'avventura coloniale.

### L'Italia dell'Asse (1936-10 giugno 1940)
Gli anni segnati dall'Asse Roma-Berlino sino alla dichiarazione di guerra.

### L'Italia della disfatta (10 giugno 1940-8 settembre 1943)
La guerra a fianco della Germania viene ripercorsa sino all'armistizio e alla rotta dell'esercito italiano.

### L'Italia della guerra civile (8 settembre 1943-9 maggio 1946)
Il libro, che volutamente definisce il periodo «guerra civile» e non soltanto «Resistenza» per sottolineare la confusione regnante nel Paese, si chiude con l'abdicazione di Vittorio Emanuele III.

### L'Italia della Repubblica (2 giugno 1946-18 aprile 1948)
Dal referendum costituzionale alla vittoria della Democrazia Cristiana che vincolò il Paese al blocco occidentale, fino all'elezione di Luigi Einaudi a Presidente della Repubblica.
Gli autori avrebbero anche potuto intitolare il volume L'Italia delle scelte, sostenendo che nel biennio 1946-1948 l'Italia fece quelle fondamentali, instaurando la Repubblica al posto della Monarchia e schierandosi nel campo dei Paesi occidentali.

### L'Italia del miracolo (14 luglio 1948-19 agosto 1954)
Tra l'attentato a Palmiro Togliatti, che scatenò tumulti nel Paese, e la morte di Alcide De Gasperi che aveva guidato l'Italia nella ricostruzione, vengono gettate le premesse per il «miracolo economico». La stagione della Ricostruzione postbellica avviene nel segno della vittoria elettorale della Democrazia Cristiana di De Gasperi. L'Italia fu uno dei principali percettori dei fondi del Piano Marshall, concesso dall'America di Truman per salvare l'Europa impoverita dalla sottomissione al cosmo staliniano dell'URSS. La rinascita economica vedrà l'affermazione dell'industria, divenuta presto una delle più competitive d'Europa.
La creazione della Cassa del Mezzogiorno fu la risposta all'arretratezza endemica delle aree depresse del Sud Italia, la sempre irrisolta «questione meridionale».
Questi sono anni di tensioni fra Occidente libero e la minaccia incombente dell'URSS di Stalin: l'inasprimento del dibattito politico si riverbera anche in Italia.
Gli autori avrebbero voluto chiamare il volume L'Italia di De Gasperi – sostenendo che il miracolo fu successivo agli eventi narrati – affermando che il titolo fu imposto per ragioni commerciali.

### L'Italia dei due Giovanni (1955-1965)
Papa Giovanni XXIII e Giovanni Gronchi sono i personaggi che a diverso titolo connotano gli anni descritti nel libro. Si assiste all'allentarsi dell'unità d'azione tra il Partito Comunista di Togliatti e il PSI, ormai minoritario. Nel XX Congresso del PCUS, il leader sovietico Kruscev denuncia i crimini di Stalin. La Democrazia Cristiana lentamente si evolve in «partito che guarda a sinistra» con l'obiettivo di coinvolgere nell'area di Governo il Partito Socialista di Nenni. Ebbe così via il primo esperimento di centro-sinistra.
Gli autori avevano inizialmente pensato di interrompere il racconto della Storia d'Italia con la morte di De Gasperi, ma poi decisero di continuare narrando anche i fatti del decennio successivo, e annunciarono la futura pubblicazione del volume riguardante il periodo sessantottino e postsessantottino.

### L'Italia degli anni di piombo (1965-1978)
Dagli anni che precedono la contestazione (chiamati «anni di gomma»), la lunga notte del terrorismo, attraverso l'assassinio di Aldo Moro sino all'elezione di Sandro Pertini a Presidente della Repubblica.
Nell'Avvertenza che precede il libro Montanelli scrisse:

### L'Italia degli anni di fango (1978-1993)
Dall'elezione di Papa Giovanni Paolo II attraverso la P2, i colpi di coda dell'eversione, il primo governo socialista, la nascita della Lega Nord, il passaggio dal PCI al PDS fino a Tangentopoli e al crollo del sistema politico nato nel dopoguerra.

### L'Italia di Berlusconi (1993-1995)
Gli strascichi delle inchieste di corruzione, la nuova legge elettorale e l'enorme concentrazione di massmedia posseduti favoriscono l'ascesa politica di Silvio Berlusconi, che vince le elezioni del 1994 e forma un governo la cui breve esistenza sarà particolarmente travagliata. La coalizione di governo vede la partecipazione di Forza Italia, Lega Nord e, per la prima volta, dei postfascisti di Alleanza Nazionale, evoluzione dell'MSI, di cui è segretario Gianfranco Fini.

### L'Italia dell'Ulivo (1995-1997)
Dall'autunno 1995 alla prima crisi del governo Prodi nell'ottobre 1997. Storia e cronaca si saldano, chiosate da questa amara considerazione di Montanelli nel Poscritto:

## I tre compendi dell'opera
La prima sintesi dell'opera fu il Sommario di storia d'Italia dall'Unità ai giorni nostri: tratta il periodo dalla proclamazione del Regno d'Italia, 17 marzo 1861, fino all'elezione a Presidente della Repubblica di Luigi Einaudi, l'11 maggio 1948. Fu scritto assieme al giornalista Paolo Granzotto e pubblicato da Rizzoli nel novembre 1986. Il libro da allora non fu più ristampato.
Sebbene l'opera della Storia d'Italia si fermi al 1997, Montanelli e Cervi pubblicarono altri due libri che oltre a riassumere i fatti principali descritti nei libri precedenti aggiornarono di un paio d'anni l'opera. Il primo libro uscì nel dicembre 1998: L'Italia del Novecento tratta tutta la situazione politica italiana dal 1900 al 1998 inserendo alla fine un breve trafiletto in cui viene descritta la caduta del governo Prodi e la nascita del governo D'Alema, fatti che non sono raccontati in L'Italia dell'Ulivo poiché quest'ultimo libro si ferma all'ottobre del 1997.
Nel dicembre 2000 infine uscì L'Italia del Millennio, una sinossi che riassumeva i fatti principali della Storia italiana dall'anno 1000 sino alla fine dell'anno 2000, ragguagliando brevemente la situazione politica italiana con la caduta dell'esecutivo di D'Alema, il secondo governo Amato e le previsioni per le imminenti elezioni politiche del 2001.

## Edizioni

### Prologhi dellaStoria d'Italia
- Indro Montanelli, Storia di Roma, Milano, Longanesi, 1957; Milano, Rizzoli, 1959.
- Indro Montanelli, Storia dei Greci, Milano, Rizzoli, 1959.

### Storia d'Italia
- Indro Montanelli e Roberto Gervaso, L'Italia dei secoli bui. Il Medio Evo sino al Mille, Milano, Rizzoli, 1965, ISBN 88-17-42707-1.
- Indro Montanelli e Roberto Gervaso, L'Italia dei Comuni. Il Medio Evo dal 1000 al 1250, Milano, Rizzoli, 1966, ISBN 88-17-42708-X.
- Indro Montanelli e Roberto Gervaso, L'Italia dei secoli d'oro. Il Medio Evo dal 1250 al 1492, Milano, Rizzoli, 1967, ISBN 88-17-42709-8.
- Indro Montanelli e Roberto Gervaso, L'Italia della Controriforma (1492-1600), Milano, Rizzoli, 1968, ISBN 88-17-42710-1.
- Indro Montanelli e Roberto Gervaso, L'Italia del Seicento (1600-1700), Milano, Rizzoli, 1969, ISBN 88-17-42711-X.
- Indro Montanelli e Roberto Gervaso, L'Italia del Settecento (1700-1789), Milano, Rizzoli, 1970, ISBN 88-17-42012-3.
- Indro Montanelli, L'Italia giacobina e carbonara (1789-1831), Milano, Rizzoli, 1971, ISBN 88-17-42713-6.
- Indro Montanelli, L'Italia del Risorgimento (1831-1861), Milano, Rizzoli, 1972, ISBN 88-17-42714-4.
- Indro Montanelli, L'Italia dei Notabili (1861-1900), Milano, Rizzoli, 1973, ISBN 88-17-42715-2.
- Indro Montanelli, L'Italia di Giolitti (1900-1920), Milano, Rizzoli, 1974, ISBN 88-17-42716-0.
- Indro Montanelli, L'Italia in camicia nera (1919-3 gennaio 1925), Milano, Rizzoli, 1976, ISBN 88-17-42719-5.
- Indro Montanelli e Mario Cervi, L'Italia littoria (1925-1936), Milano, Rizzoli, 1979, ISBN 88-17-42720-9.
- Indro Montanelli e Mario Cervi, L'Italia dell'Asse (1936-10 giugno 1940), Milano, Rizzoli, 1980, ISBN 88-17-42721-7.
- Indro Montanelli e Mario Cervi, L'Italia della disfatta (10 giugno 1940-8 settembre 1943), Milano, Rizzoli, 1982, ISBN 88-17-42020-4.
- Indro Montanelli e Mario Cervi, L'Italia della guerra civile (8 settembre 1943-9 maggio 1946), Milano, Rizzoli, 1983, ISBN 88-17-42723-3.
- Indro Montanelli e Mario Cervi, L'Italia della Repubblica (2 giugno 1946-18 aprile 1948), Milano, Rizzoli, 1985, ISBN 88-17-42724-1.
- Indro Montanelli e Mario Cervi, L'Italia del miracolo (14 luglio 1948-19 agosto 1954), Milano, Rizzoli, 1987, ISBN 88-17-42725-X.
- Indro Montanelli e Mario Cervi, L'Italia dei due Giovanni (1955-1965), Milano, Rizzoli, 1989, ISBN 88-17-42726-8.
- Indro Montanelli e Mario Cervi, L'Italia degli anni di piombo (1965-1978), Milano, Rizzoli, 1991, ISBN 88-17-42805-1.
- Indro Montanelli e Mario Cervi, L'Italia degli anni di fango (1978-1993), Milano, Rizzoli, 1993, ISBN 88-17-42729-2.
- Indro Montanelli e Mario Cervi, L'Italia di Berlusconi (1993-1995), Milano, Rizzoli, 1995, ISBN 88-17-42810-8.
- Indro Montanelli e Mario Cervi, L'Italia dell'Ulivo (1995-1997), Milano, Rizzoli, 1997, ISBN 88-17-42810-8.

### Compendi dellaStoria d'Italia
- Indro Montanelli - Paolo Granzotto, Sommario di Storia d'Italia dall'Unità ai giorni nostri, Milano, Rizzoli, 1986, ISBN 978-88-1742-802-6.
- Indro Montanelli - Mario Cervi, L'Italia del Novecento, Collana Storica, Milano, Rizzoli, 1998, ISBN 978-88-1786-014-7; Milano, Superpocket, 1999; Edizione aggiornata alle regionali del 2000, Milano, BUR, 2000, ISBN 978-88-178-6402-2; Milano, Fabbri Editori, 2001.
- Indro Montanelli - Mario Cervi, L'Italia del Millennio. Sommario di dieci secoli di storia, Collana Storica, Milano, Rizzoli, 2000, ISBN 978-88-1786-608-8; Milano, Superpocket, 2001; Milano, BUR, 2002.

### Raccolte
- L'Italia del Medioevo. Dalla fine dell'Impero romano a Colombo, Collana BUR Saggi, Milano, Rizzoli, 2015, ISBN 978-88-170-8396-6. [contiene: L'Italia dei secoli bui, L'Italia dei Comuni, L'Italia dei secoli d'oro]
- L'Italia delle grandi guerre. Da Giolitti all'armistizio, Collana BUR Saggi, Milano, Rizzoli, 2015, ISBN 978-88-170-8398-0. [contiene: L'Italia di Giolitti, L'Italia dell'Asse, L'Italia della disfatta, L'Italia della guerra civile]
- L'Italia unita. Da Napoleone alla svolta del Novecento, Collana BUR Saggi, Milano, Rizzoli, 2015, ISBN 978-88-170-8397-3. [contiene: L'Italia giacobina e carbonara, L'Italia del Risorgimento, L'Italia dei notabili]

## La Storia d'Italia di Indro Montanelli
Alla fine degli anni novanta fu realizzata un'edizione video dell'opera, intitolata La Storia d'Italia di Indro Montanelli, prodotta dalla Cecchi Gori Editoria Elettronica Home Video e curata da Mario Cervi. La serie era composta da 20 puntate e raccontava i principali fatti italiani dal periodo fascista fino alla crisi del governo Prodi nel 1997. Le varie puntate erano così strutturate: Mario Cervi introduceva gli argomenti da trattare, mentre Montanelli rispondeva alle domande di Alain Elkann, aggiungendo considerazioni e ricordi personali, seduti in una sala del Grand Hotel et de Milan. È uscita in VHS come inserto del Corriere della Sera a partire dal 5 settembre 1999 (due puntate per ogni videocassetta), ed è stata trasmessa in tv su Telemontecarlo dal 5 aprile all'8 giugno 2000.